# Parlin Field

i7
i11
i13
Parlin Field (FAA-LID: 2B3) ist ein Flugplatz in Newport im Sullivan County im Südosten von New Hampshire, einem der Neuenglandstaaten der USA. Er steht der allgemeinen Luftfahrt offen.

## Übersicht
Die erste Landung eines Flugzeuges in Newport fand im Jahr 1930 auf dem zunächst als Corbin Field bekannten Platz statt. Drei Jahre darauf gab es eine Flugschule und tägliche Flüge der Gesellschaft Curtiss-Wright zwischen New York und den White Mountains, die in Newport zwischenlandeten. Im Zuge der Großen Depression sowie dem Zweiten Weltkrieg nahm die Nutzung des Platzes ab. Nach dem Krieg wurden die Nord-Südbahn von 1200 auf 2000 Fuß verlängert (etwa 360 und 600 Meter) sowie zusätzlich zu dem vor dem Krieg errichteten Hangar Gebäude mit Büros, Aufenthalts- und Waschräumen gebaut. Der Platz befand sich im Besitz der Stadt und wurde 1949 neu eröffnet. Er hieß zu dieser Zeit Albert N. Parlin Municipal Field. Im New Hampshire State Airport System Plan ist er als Local Airport eingeordnet, der von den meisten ein- und zweimotorigen Flugzeugen benutzt werden kann. Auf dem Platz selbst waren mit Stand 2023 25 einmotorige Maschinen stationiert.

## Lage
Der Flugplatz liegt in der Dartmouth–Lake Sunapee–Region im Westen New Hampshires etwa 3,2 Kilometer nördlich vom Zentrum von Newport in 239 Metern Höhe auf 43-23-13.4469 Nord und 72-11-15.3978 West. Erschlossen wird der Platz von der New Hampshire Route NH-10 aus über die Airport Road. Der Interstate 89 ist etwa 15 Kilometer entfernt in Grantham zu erreichen.

## Anlage
Parlin Field hat zwei sich kreuzende Landebahnen. Bahn 18/36 ist asphaltiert und 1051 Meter lang sowie 18 Meter breit, verfügt über Beleuchtung und ist über Querspangen mit den ebenfalls asphaltierten Abstellflächen verbunden. Die Grasbahn 12/30 ist 604 Meter lang und 15 Meter breit. Ihr westliches Ende stößt an die Bahn 18/36, die zum Erreichen der Stellflächen gequert werden muss. Der Anflug erfolgt aus allen Richtungen visuell. Es gibt Abstellplätze mit Verankerungsmöglichkeiten und in Hangars sowie umfassende Wartungs- und Reparatureinrichtungen für Zelle und Triebwerke und Flugbenzin (AvGas).

## Flugbewegungen
Zum Zeitpunkt der Erfassung (2018) war der Flugverkehr überwiegend lokal. Der größte Teil der Flugbewegungen entfiel auf 1760 Zwischenlandungen, gefolgt von 1560 Lokalflügen. Taxi- und Militärflüge fanden im zweistelligen Bereich statt. In einem Zeitraum von zwölf Monaten wurden insgesamt 3400 Flugbewegungen erfasst (Stand 2022).